# Açude Escuridão
O Açude Escuridão é um açude brasileiro no estado do Ceará, localizado no município de Canindé, que represa as águas do riacho Escuridão, um afluente do rio Curu,. As obras iniciaram-se em 2010.
Sua capacidade de amarzenamento de água é de 30.840.000 m³.